# 100 najlepszych hokeistów NHL
100 najlepszych hokeistów NHL – lista stworzona jako centralny element obchodów 100. rocznicy utworzenia ligi NHL. Została ona utworzona w drodze głosowania przez składający się z 58 osób, w który wchodzili członkowie mediów oraz absolwenci i kierownictwo ligi NHL.
Podczas meczu plenerowego NHL Centennial Classic rozegranego podczas ceremonii 1 stycznia 2017 roku zaprezentowano 33 hokeistów, którzy grali w lidze NHL przed 1966 rokiem. Pozostałych 67 hokeiści ogłoszono 27 stycznia 2017 roku podczas specjalnej gali pn. NHL 100 Gala w Microsoft Theater w Los Angeles, dwa dni przed Meczem Gwiazd NHL 2017.

## Reakcje
Włączenie do listy Patricka Kane'a, Duncana Keitha, Jonathana Toewsa, którzy wówczas byli aktywnymi hokeistami oraz trzykrotnymi zdobywcami Pucharu Stanleya, uznano za kontrowersyjne. Ed Belfour, Zdeno Chara, Dale Hawerchuk, Michel Goulet, Jarome Iginla, Jewgienij Małkin, Pierre Pilote i Joe Thornton zostali uznani za hokeistów pominiętych na liście. Jewgienij Małkin w odpowiedzi na jego pominięcie zażartował, że mógłby być 101. najlepszym graczem, a także dostrzegł, że wszyscy hokeiści znajdujący się na liście, zasłużyli na ten zaszczyt.

## Streszczenie
Najwięcej hokeistów (22) karierę zaczęło w pierwszej dekadzie XXI wieku, natomiast 21 rozpoczęło karierę w latach 80. Zawodnikiem na liście z najkrótszym stażem w lidze NHL jest bramkarz Bill Durnan, który zaliczył wówczas zaledwie sześć, lecz udanych sezonów (zdobył Vezina Trophy i w każdym sezonie był wybierany do Drużyny Gwiazd NHL). Najwięcej sezonów (po 26) w lidze NHL zaliczyli obrońca Chris Chelios oraz prawy skrzydłowy Gordie Howe.

## Lista
| Hokeista            | Pozycja          | Pierwszy sezon | Ostatni sezon |
| ------------------- | ---------------- | -------------- | ------------- |
| Sid Abel            | Center           | 1938/1939      | 1953/1954     |
| Syl Apps            | Center           | 1936/1937      | 1947/1948     |
| Andy Bathgate       | Prawy skrzydłowy | 1952/1953      | 1970/1971     |
| Jean Béliveau       | Center           | 1950/1951      | 1970/1971     |
| Max Bentley         | Center           | 1940/1941      | 1953/1954     |
| Toe Blake           | Lewy skrzydłowy  | 1934/1935      | 1947/1948     |
| Mike Bossy          | Prawy skrzydłowy | 1977/1978      | 1986/1987     |
| Ray Bourque         | Obrońca          | 1979/1980      | 2000/2001     |
| Johnny Bower        | Bramkarz         | 1953/1954      | 1969/1970     |
| Turk Broda          | Bramkarz         | 1936/1937      | 1951/1952     |
| Martin Brodeur      | Bramkarz         | 1991/1992      | 2014/2015     |
| Johnny Bucyk        | Lewy skrzydłowy  | 1955/1956      | 1977/1978     |
| Pawieł Bure         | Prawy skrzydłowy | 1991/1992      | 2002/2003     |
| Chris Chelios       | Obrońca          | 1983/1984      | 2009/2010     |
| King Clancy         | Obrońca          | 1921/1922      | 1936/1937     |
| Bobby Clarke        | Center           | 1969/1970      | 1983/1984     |
| Paul Coffey         | Obrońca          | 1980/1981      | 2000/2001     |
| Charlie Conacher    | Prawy skrzydłowy | 1929/1930      | 1940/1941     |
| Yvan Cournoyer      | Prawy skrzydłowy | 1963/1964      | 1978/1979     |
| Sidney Crosby       | Center           | 2005/2006      | Nadal gra     |
| Pawieł Daciuk       | Center           | 2001/2002      | 2015/2016     |
| Alex Delvecchio     | Center           | 1950/1951      | 1973/1974     |
| Marcel Dionne       | Center           | 1971/1972      | 1988/1989     |
| Ken Dryden          | Bramkarz         | 1970/1971      | 1978/1979     |
| Bill Durnan         | Bramkarz         | 1943/1944      | 1949/1950     |
| Phil Esposito       | Center           | 1963/1964      | 1980/1981     |
| Tony Esposito       | Bramkarz         | 1968/1969      | 1983/1984     |
| Siergiej Fiodorow   | Center           | 1990/1991      | 2008/2009     |
| Peter Forsberg      | Center           | 1994/1995      | 2010/2011     |
| Ron Francis         | Center           | 1981/1982      | 2003/2004     |
| Grant Fuhr          | Bramkarz         | 1981/1982      | 1999/2000     |
| Bob Gainey          | Lewy skrzydłowy  | 1973/1974      | 1988/1989     |
| Mike Gartner        | Prawy skrzydłowy | 1979/1980      | 1997/1998     |
| Bernie Geoffrion    | Prawy skrzydłowy | 1950/1951      | 1967/1968     |
| Wayne Gretzky       | Center           | 1979/1980      | 1998/1999     |
| Glenn Hall          | Bramkarz         | 1952/1953      | 1970/1971     |
| Doug Harvey         | Obrońca          | 1947/1948      | 1968/1969     |
| Dominik Hašek       | Bramkarz         | 1990/1991      | 2007/2008     |
| Tim Horton          | Obrońca          | 1949/1950      | 1973/1974     |
| Gordie Howe         | Prawy skrzydłowy | 1946/1947      | 1979/1980     |
| Bobby Hull          | Lewy skrzydłowy  | 1957/1958      | 1979/1980     |
| Brett Hull          | Prawy skrzydłowy | 1986/1987      | 2005/2006     |
| Jaromír Jágr        | Prawy skrzydłowy | 1990/1991      | 2017/2018     |
| Patrick Kane        | Prawy skrzydłowy | 2007/2008      | Nadal gra     |
| Duncan Keith        | Obrońca          | 2005/2006      | 2021/2022     |
| Red Kelly           | Obrońca          | 1947/1948      | 1966/1967     |
| Ted Kennedy         | Center           | 1942/1943      | 1956/1957     |
| Dave Keon           | Center           | 1960/1961      | 1981/1982     |
| Jari Kurri          | Prawy skrzydłowy | 1980/1981      | 1997/1998     |
| Elmer Lach          | Center           | 1940/1941      | 1953/1954     |
| Guy Lafleur         | Prawy skrzydłowy | 1971/1972      | 1990/1991     |
| Pat LaFontaine      | Center           | 1983/1984      | 1997/1998     |
| Brian Leetch        | Obrońca          | 1987/1988      | 2005/2006     |
| Jacques Lemaire     | Center           | 1967/1968      | 1978/1979     |
| Mario Lemieux       | Center           | 1984/1985      | 2005/2006     |
| Nicklas Lidstrom    | Obrońca          | 1991/1992      | 2011/2012     |
| Eric Lindros        | Center           | 1992/1993      | 2006/2007     |
| Ted Lindsay         | Lewy skrzydłowy  | 1944/1945      | 1964/1965     |
| Al MacInnis         | Obrońca          | 1981/1982      | 2003/2004     |
| Frank Mahovlich     | Lewy skrzydłowy  | 1956/1957      | 1973/1974     |
| Mark Messier        | Center           | 1979/1980      | 2003/2004     |
| Stan Mikita         | Center           | 1958/1959      | 1979/1980     |
| Mike Modano         | Center           | 1988/1989      | 2010/2011     |
| Dickie Moore        | Lewy skrzydłowy  | 1951/1952      | 1967/1968     |
| Howie Morenz        | Center           | 1923/1924      | 1936/1937     |
| Scott Niedermayer   | Obrońca          | 1991/1992      | 2009/2010     |
| Joe Nieuwendyk      | Center           | 1986/1987      | 2006/2007     |
| Adam Oates          | Center           | 1985/1986      | 2003/2004     |
| Bobby Orr           | Obrońca          | 1966/1967      | 1978/1979     |
| Aleksandr Owieczkin | Lewy skrzydłowy  | 2005/2006      | Nadal gra     |
| Bernie Parent       | Bramkarz         | 1965/1966      | 1978/1979     |
| Brad Park           | Obrońca          | 1968/1969      | 1984/1985     |
| Gilbert Perreault   | Center           | 1970/1971      | 1986/1987     |
| Jacques Plante      | Bramkarz         | 1952/1953      | 1972/1973     |
| Denis Potvin        | Obrońca          | 1973/1974      | 1987/1988     |
| Chris Pronger       | Obrońca          | 1993/1994      | 2011/2012     |
| Jean Ratelle        | Center           | 1960/1961      | 1980/1981     |
| Henri Richard       | Center           | 1955/1956      | 1974/1975     |
| Maurice Richard     | Prawy skrzydłowy | 1942/1943      | 1959/1960     |
| Larry Robinson      | Obrońca          | 1972/1973      | 1991/1992     |
| Luc Robitaille      | Lewy skrzydłowy  | 1986/1987      | 2005/2006     |
| Patrick Roy         | Bramkarz         | 1984/1985      | 2002/2003     |
| Joe Sakic           | Center           | 1988/1989      | 2008/2009     |
| Börje Salming       | Obrońca          | 1973/1974      | 1989/1990     |
| Denis Savard        | Center           | 1980/1981      | 1996/1997     |
| Serge Savard        | Obrońca          | 1966/1967      | 1982/1983     |
| Terry Sawchuk       | Bramkarz         | 1949/1950      | 1969/1970     |
| Milt Schmidt        | Center           | 1936/1937      | 1954/1955     |
| Teemu Selänne       | Prawy skrzydłowy | 1992/1993      | 2013/2014     |
| Brendan Shanahan    | Lewy skrzydłowy  | 1987/1988      | 2008/2009     |
| Eddie Shore         | Obrońca          | 1926/1927      | 1939/1940     |
| Darryl Sittler      | Center           | 1970/1971      | 1984/1985     |
| Billy Smith         | Bramkarz         | 1971/1972      | 1988/1989     |
| Peter Šťastný       | Center           | 1980/1981      | 1994/1995     |
| Scott Stevens       | Obrońca          | 1982/1983      | 2003/2004     |
| Mats Sundin         | Center           | 1990/1991      | 2008/2009     |
| Jonathan Toews      | Center           | 2007/2008      | Nadal gra     |
| Bryan Trottier      | Center           | 1975/1976      | 1993/1994     |
| Georges Vezina      | Bramkarz         | 1917/1918      | 1925/1926     |
| Steve Yzerman       | Center           | 1983/1984      | 2005/2006     |

| Legenda | Legenda                   |
| ------- | ------------------------- |
|         | Gra obecnie w lidze NHL   |
|         | Gra obecnie poza ligą NHL |